# Futbol'nyj Klub Tjumen' 2017-2018
Questa voce raccoglie le informazioni riguardanti il Futbol'nyj Klub Tjumen' nelle competizioni ufficiali della stagione 2017-2018.

## Stagione
La squadra terminò la PFN Ligi al diciannovesimo posto, retrocedendo in terza serie dopo quattro stagioni, ma a tutte le retrocessioni furono in seguito annullate a causa di una catena di fallimenti e rinunce che colpì sia le squadre di massima serie che quelle promosse dalla terza serie.

## Rosa
| N. |                    | Ruolo | Calciatore           |
| -- | ------------------ | ----- | -------------------- |
| 1  | Armenia (bandiera) | P     | Stanislav Buchnev    |
| 3  | Russia (bandiera)  | D     | Saveli Kozlov        |
| 4  | Russia (bandiera)  | D     | Pavel Stepanets      |
| 5  | Russia (bandiera)  | C     | Artur Ryabokobylenko |
| 7  | Russia (bandiera)  | A     | Aleksandr Kozlov     |
| 8  | Russia (bandiera)  | C     | Ivan Chudin          |
| 9  | Russia (bandiera)  | C     | Andrea Chukanov      |
| 10 | Russia (bandiera)  | A     | Maksim Lauk          |
| 11 | Russia (bandiera)  | C     | Albert Bogatyrev     |
| 15 | Russia (bandiera)  | A     | Danil Karpov         |
| 16 | Russia (bandiera)  | P     | Vyacheslav Grab      |
| 17 | Russia (bandiera)  | C     | Egor Glukhov         |
| 18 | Russia (bandiera)  | A     | Vladimir Leshonok    |
| 22 | Russia (bandiera)  | D     | Maksim Nenakhov      |
| 24 | Russia (bandiera)  | C     | Nikita Telenkov      |
| 27 | Russia (bandiera)  | D     | Dmitri Guzj          |
| 29 | Russia (bandiera)  | D     | Pavel Maslov         |
| 30 | Russia (bandiera)  | C     | Nikita Salamatov     |
| 35 | Russia (bandiera)  | P     | Igor Telkov          |
| 55 | Russia (bandiera)  | C     | Maksim Biryukov      |

| N. |                   | Ruolo | Calciatore             |
| -- | ----------------- | ----- | ---------------------- |
| 61 | Russia (bandiera) | A     | Aleksandr Stavpets     |
| 71 | Russia (bandiera) | A     | Kamil Mullin           |
| 72 | Russia (bandiera) | D     | Aleksandr Bem          |
| 77 | Russia (bandiera) | C     | Yuri Moshev            |
| 79 | Russia (bandiera) | A     | Artem Yusupov          |
| 88 | Russia (bandiera) | D     | Zalim Makoev           |
| 90 | Russia (bandiera) | D     | Pavel Shakuro          |
| 91 | Russia (bandiera) | D     | Andrej Kuznecov        |
| 99 | Russia (bandiera) | A     | Sergey Shumilin        |
| -  | Russia (bandiera) | P     | Igor Obukhov           |
| -  | Russia (bandiera) | D     | Oleg Murachev          |
| -  | Russia (bandiera) | D     | Vyacheslav Bardybakhin |
| -  | Russia (bandiera) | D     | Aleksandr Golovnya     |
| -  | Russia (bandiera) | D     | Dmitri Ivanov          |
| -  | Russia (bandiera) | D     | Aleksey Shlyapkin      |
| -  | Russia (bandiera) | D     | Ivan Smetanin          |
| -  | Russia (bandiera) | C     | Aleksey Pustozerov     |
| -  | Russia (bandiera) | C     | Andrey Pavlenko        |
| -  | Russia (bandiera) | A     | Georgi Kuchiev         |

## Risultati

### Campionato
| Arbitro: | Aleksey Matyunin |

|                          |           |                                      |
| Artur Ryabokobylenko 78’ | Marcatori | 3’ Senin Sebai 60’ Dmitri Skopintsev |

| Arbitro: | Igor Panin |

|                                                           |           |                      |
| Andrej Kozlov 28’ Aleksey Isayev 39’ Vladimirs Kamess 80’ | Marcatori | 70’ Albert Bogatyrev |

| Arbitro: | Pavel Kukuyan |

|                                  |           |                                              |
| Ivan Chudin 49’ Zalim Makoev 80’ | Marcatori | 46’ Aleksandr Nekrasov 47’ Nikolay Prudnikov |

| Arbitro: | Pavel Shadykhanov |

|                     |           |  |
| Nika Chkhapelia 51’ | Marcatori |  |

| Arbitro: | Aleksey Amelin |

|                                  |           |                        |
| Aleksandr Stolyarenko 22’ (aut.) | Marcatori | 41’ Mukhammad Sultonov |

| Arbitro: | Aleksandr Borisov |

|                 |           |                            |
| Dmitri Guzj 63’ | Marcatori | 59’ (rig.) Nikita Malyarov |

| Arbitro: | Vasili Kazartsev |

|                         |           |                                                |
| Albert Bogatyrev 90'+4’ | Marcatori | 39’ Anton Kilin 45'+3’ (rig.) Ruslan Gordienko |

| Arbitro: | Stanislav Vasiljev |

|                      |           |                                             |
| Radik Khayrullov 51’ | Marcatori | 26’ Albert Bogatyrev 47’ Aleksandr Stavpets |

| Arbitro: | Artem Chistyakov |

|  |           |                                         |
|  | Marcatori | 25’ Georgiy Zotov 56’ Sergey Kornilenko |

| Voronež 27 agosto 2017, ore 14:00 10ª giornata | Tom' Tomsk       | 0 – 0 referto | Tjumen' | Stadio Trud (2.500 spett.)\| Arbitro: \| Dmitri Nedvizhay \| |
| Arbitro:                                       | Dmitri Nedvizhay |               |         |                                                              |

| Arbitro: | Sergey Kulikov |

|                                             |           |                                       |
| Aleksandr Stavpets 27’ Albert Bogatyrev 71’ | Marcatori | 2’ Fedor Dvornikov 88’ Nikolay Tyunin |

| Arbitro: | Vasili Kazartsev |

|                             |           |  |
| Aleksey Sutormin 45’ (rig.) | Marcatori |  |

| Arbitro: | Evgeni Turbin |

|                                         |           |  |
| Artem Yusupov 15’ Vladimir Leshonok 85’ | Marcatori |  |

| Arbitro: | Aleksey Amelin |

|                                     |           |  |
| Maksim Barsov 18’ Maksim Barsov 64’ | Marcatori |  |

| Arbitro: | Stanislav Vasiljev |

|                                                                                 |           |  |
| Albert Bogatyrev 36’ Artem Yusupov 51’ Andrey Pavlenko 64’ Albert Bogatyrev 79’ | Marcatori |  |

| Tjumen' 30 settembre 2017, ore 14:00 16ª giornata | Tjumen'         | 0 – 0 referto | Sibir' | Stadio Geolog (1.700 spett.)\| Arbitro: \| Kirill Levnikov \| |
| Arbitro:                                          | Kirill Levnikov |               |        |                                                               |

| Arbitro: | Ivan Sidenkov |

|                                                           |           |  |
| Denis Popovic 9’ Artem Popov 22’ Denis Popovic 41’ (rig.) | Marcatori |  |

| Arbitro: | Anton Anopa |

|                                                             |           |                        |
| Artem Yusupov 71’ Nikita Salamatov 83’ Albert Bogatyrev 89’ | Marcatori | 80’ Andrey Chasovskikh |

| Arbitro: | Artem Chistyakov |

|                                                                  |           |                       |
| Sylvanus Nimely 27’ Aleksandr Lomovitskiy 36’ Fashion Sakala 73’ | Marcatori | 88’ Vladimir Leshonok |

| Arbitro: | Lasha Verulidze |

|                     |           |                       |
| Andrea Chukanov 19’ | Marcatori | 35’ Aleksandr Lomakin |

| Arbitro: | Aleksandr Borisov |

|                            |           |                                     |
| Andrey Panyukov 27’ (rig.) | Marcatori | 59’ Artem Yusupov 68’ Artem Yusupov |

| Tjumen' 8 novembre 2017, ore 15:00 22ª giornata | Tjumen'        | 0 – 0 referto | Fakel Voronež | Stadio Geolog (1.000 spett.)\| Arbitro: \| Vitali Meshkov \| |
| Arbitro:                                        | Vitali Meshkov |               |               |                                                              |

| Arbitro: | Aleksey Sukhoy |

|                    |           |                                  |
| Ivan Stolbovoy 15’ | Marcatori | 37’ Ivan Chudin 85’ Danil Karpov |

| Arbitro: | Igor Fedotov |

|                                                      |           |                     |
| Yuri Zavezen 57’ Yuri Zavezen 59’ Nikolay Markov 83’ | Marcatori | 90'+4’ Danil Karpov |

| Arbitro: | Anton Frolov |

|                                                                                    |           |                                             |
| Semen Fomin 50’ Ivan Chudin 57’ (aut.) Ivan Khleborodov 63’ Sergey Ponomarenko 79’ | Marcatori | 35’ Vladimir Leshonok 44’ Vladimir Leshonok |

| Tjumen' 4 marzo 2018, ore 12:00 26ª giornata | Tjumen'       | 0 – 0 referto | Nižnij Novgorod | Stadio Geolog (1.200 spett.)\| Arbitro: \| Sergey Cheban \| |
| Arbitro:                                     | Sergey Cheban |               |                 |                                                             |

| Arbitro: | Roman Galimov |

|                                   |           |  |
| Azer Aliyev 49’ Alan Chochiev 86’ | Marcatori |  |

| Arbitro: | Roman Chernov |

|                             |           |                                  |
| Nikita Salamatov 68’ (rig.) | Marcatori | 90'+2’ (rig.) Aleksandr Pavlenko |

| Arbitro: | Vasili Kazartsev |

|                   |           |  |
| Egor Danilkin 16’ | Marcatori |  |

| Arbitro: | Ivan Sidenkov |

|                                                         |           |                     |
| Maksim Lauk 36’ Andrea Chukanov 60’ Andrea Chukanov 76’ | Marcatori | 22’ Danila Yashchuk |

| Arbitro: | Anton Anopa |

|                                        |           |  |
| Nikita Drozdov 72’ Dmitri Samoilov 89’ | Marcatori |  |

| Arbitro: | Vitali Meshkov |

|                  |           |                    |
| Artem Yusupov 4’ | Marcatori | 89’ Pavel Kireenko |

| Kursk 15 aprile 2018, ore 14:30 33ª giornata | Avangard Kursk | 0 – 0 referto | Tjumen' | Stadio Trudovye rezervy (3.500 spett.)\| Arbitro: \| Roman Chernov \| |
| Arbitro:                                     | Roman Chernov  |               |         |                                                                       |

| Arbitro: | Sergey Cheban |

|  |           |                                     |
|  | Marcatori | 38’ Maksim Lauk 83’ Nikita Telenkov |

| Arbitro: | Evgeni Kukulyak |

|                  |           |                                             |
| Kamil Mullin 75’ | Marcatori | 6’ (rig.) Denis Popovic 88’ Sergey Terekhov |

| Arbitro: | Pavel Kukuyan |

|                                                                 |           |                        |
| Sergey Arkhipov 44’ Andrey Chasovskikh 61’ Pavel Ignatovich 63’ | Marcatori | 65’ Aleksandr Stavpets |

| Arbitro: | Igor Panin |

|                                        |           |                                |
| Andrea Chukanov 16’ Ivan Chudin 90'+2’ | Marcatori | 62’ (rig.) Vladislav Panteleev |

| Arbitro: | Vasili Kazartsev |

|                                                            |           |                        |
| Vitaliy Shakhov 17’ Vitaliy Shakhov 76’ Anton Kobyalko 88’ | Marcatori | 52’ Aleksandr Stavpets |

### Coppa di Russia
| Arbitro: | Oleg Sokolov |

|                                                    |           |                   |
| Aleksey Gladyshev 11’ (aut.) Vladimir Leshonok 77’ | Marcatori | 61’ Vitali Galysh |

| Arbitro: | Sergej Ivanov |

|                  |           |                                         |
| Danil Karpov 48’ | Marcatori | 34’ Maksim Palienko 38’ Maksim Palienko |